# Аргумент противречних откровења
Аргумент противречних откровења, такође познат и као проблем избегавања погрешног пакла, је аргумент против постојања Бога. Он тврди да је мала вероватноћа да Бог постоји јер су многи теолози и верници дали противречна и међусобно искључива откровења. Аргумент наводи да особа која није била сведок отрковења мора да га прихвати или да га одбаци само на основу ауторитета њеног предлагача, и пошто не постоји начин да смртник истражи ове супротстављене тврдње, мудро је имати резерву према нечијем мишњељу.
Такође се тврди да је тешко прихватити постојање било ког Бога, без личног откровења. Већина аргумената за постојање Бога нису специфична само за једну религију и могу да се примени у многим религијама са приближно једнаком оправданошћу. Прихватање било које религије тако захтева одрицање од других, и када се суоче са овим конкурентним претензијама у одсуству личног откровења, тврди се да је тешко одлучити између њих.